# Procambarus leonensis
Procambarus leonensis är en kräftdjursart som beskrevs av Hobbs 1942. Procambarus leonensis ingår i släktet Procambarus och familjen Cambaridae. IUCN kategoriserar arten globalt som livskraftig. Inga underarter finns listade i Catalogue of Life.